# Nerva
|  | Aquest article tracta sobre l'emperador romà. Vegeu-ne altres significats a «Nerva (desambiguació)». |

Nerva, de nom complet Marc Cocceu Nerva (Marcus Cocceius Nerva) (8 de novembre del 30 - 27 de gener del 98), fou emperador de Roma de l'any 96 al 98. Va néixer a Narni (l'Úmbria), o almenys n'era originari. Era probablement fill del jurista del mateix nom (Marc Cocceu Nerva) i va néixer vers el 32; va morir el gener del 98 amb 66 anys.
Fou cònsol sota Vespasià (any 71) i altre cop sota Domicià (any 90). Era a Roma quan Domicià fou assassinat (setembre del 96). S'havia salvat de ser executat perquè un astròleg va dir a Domicià que moriria aviat de mort natural. Nerva fou proclamat emperador pel senat i els soldats, i poc després (octubre del 97) va associar al govern el governador de Germània Ulpi Trajà, destacat general. La família de Nerva havia arribat al Senat amb la República i comptava entre els seus membres dos juristes notables. Nerva, com altres emperadors, també era homosexual.
Va aturar els judicis polítics, especialment els de majestas (traïció), va permetre el retorn dels exiliats i va ordenar retornar els béns confiscats injustament; els informadors foren castigats i alguns executats (entre ells el filòsof Sura). Va decretar que, conforme a les antigues lleis, no seria permès el testimoni d'un esclau o un llibert contra el seu antic amo. Va consultar el Senat per a totes les seves disposicions i va reservar totes les altes magistratures als senadors.
Durant la seva curta administració va comprar terres i les va repartir entre els més pobres i fins i tot va repartir diners entre els ciutadans pobres, o bé gra (annona), que inicialment havia suprimit. Va aturar les despeses de l'estat suspenent festivals i festes. Entre les seves lleis, la que prohibia fer eunucs, idèntica a la que ja havia promulgat Domicià i que no devia ser observada i ara fou reforçada amb penes majors.

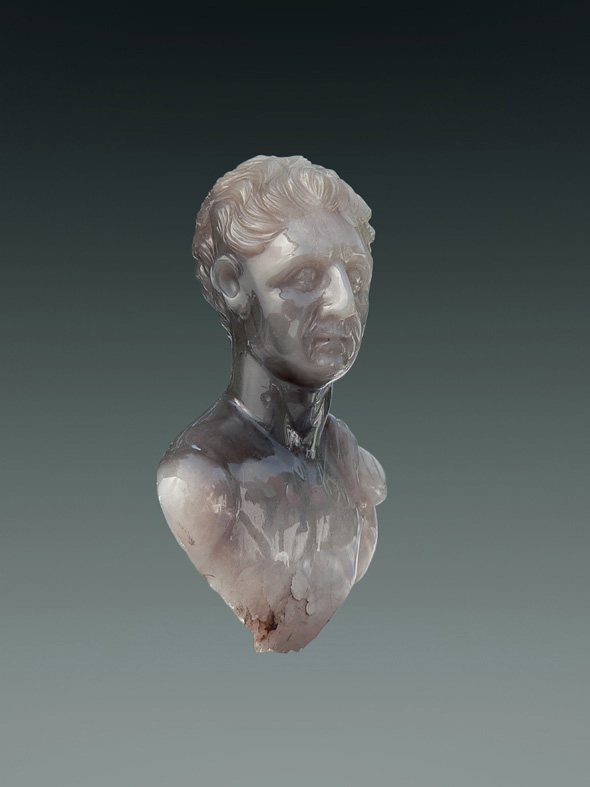
Únic bust de Nerva, en una col·lecció privada

Va afavorir la fundació de colònies destinades a allotjar els anomenats proletaris, és a dir, gent pobra sense terres (criadors de fills).
Va prohibir la delació. També va fer algunes reformes en el dret vigent. Va disminuir els impostos, i per a això va rebaixar les despeses, si bé és difícil precisar en què van consistir aquestes disminucions i rebaixes.

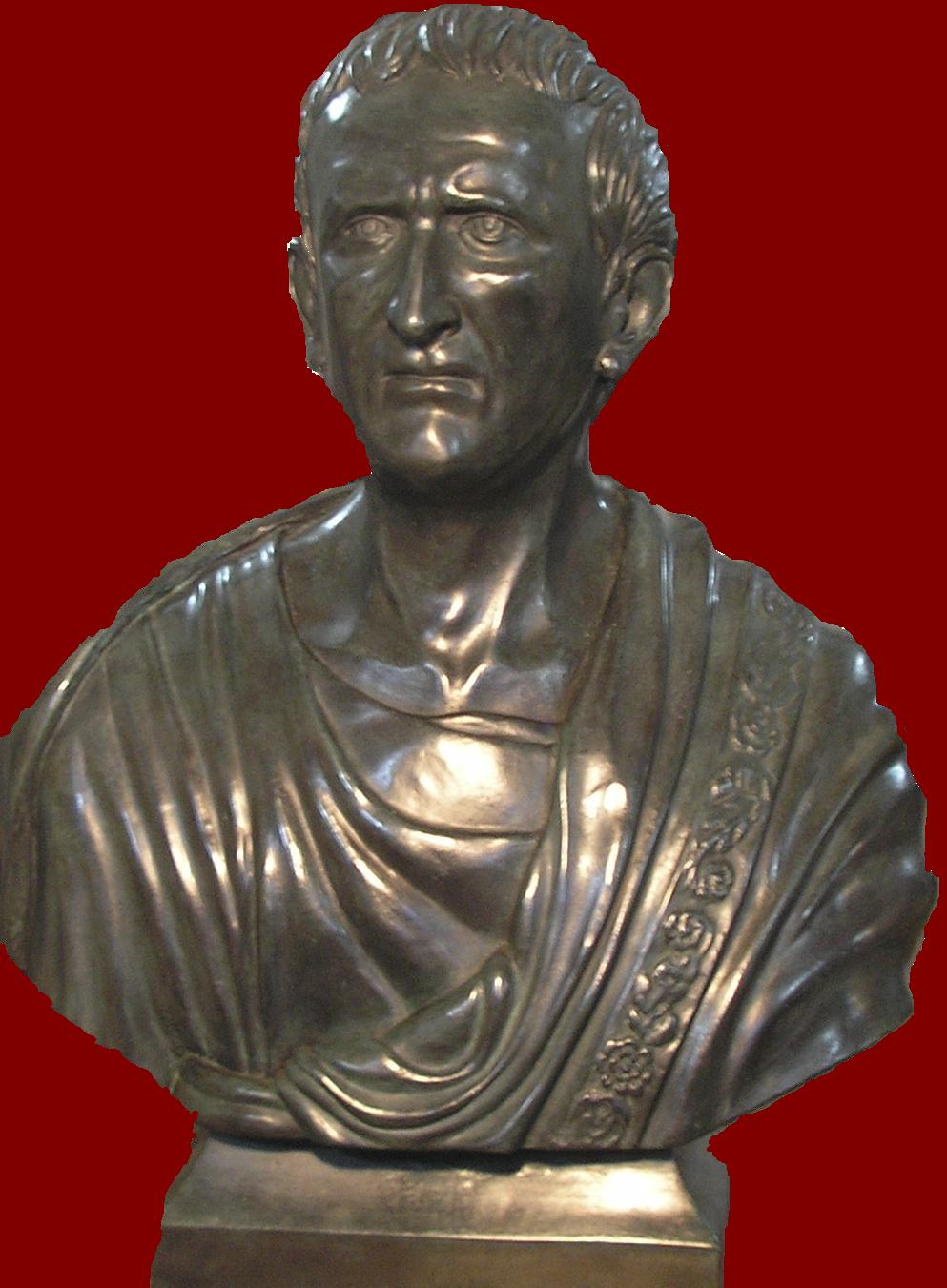
Bust de Nerva, Narni, Itàlia

El segon any del seu regnat fou cònsol per tercera vegada junt amb Luci Vergini Ruf (que també ho era per tercera vegada), que el 68 havia estat proclamat emperador pels soldats i havia refusat el càrrec. Ruf va morir aviat.
Una conspiració planejada per Calpurni Cras va ser descoberta, i el seu cap i la seva dona foren desterrats a Tàrent; el senat va advertir a l'emperador perquè era massa tou, però Nerva va respondre que havia dit en començar el regnat que no mataria a cap senador, i com que Cras ho era, volia complir la seva paraula.
Una revolta dels pretorians dirigida pel prefecte Casperi Elià, demanant el càstig dels assassins de Domicià (que l'emperador va refusar), va agafar força i Nerva va oferir la seva vida si això volien, però finalment Nerva va haver de decidir entre deixar que els soldats matessin Petroni Segon i Parteni o que aquestos es matessin voluntàriament. Casperi va portar la seva insolència fins a indicar a l'emperador que donés les gràcies als amotinats. A Trajà, un dels generals revoltats, li va donar el poder tribunici i el títol de cèsar. Per una victòria a Pannònia en la qual no va participar, Nerva va assolir el títol de Germànic, que també va passar a Trajà. El 98 Trajà i Nerva foren cònsols, però l'emperador va morir el 27 de gener. Víctor esmenta un eclipsi el dia de la seva mort, eclipsi que de fet va tenir lloc el 21 de març següent. Li succeí Trajà.